# BLACK TORCH
《BLACK TORCH》是日本漫畫家高木勇志創作的少年漫畫，2016年12月31日至2018年3月2日在《Jump Square》連載，之後於2018年4月11日至7月11日在網上漫畫平台少年Jump+連載。
2025年3月9日，宣佈獲改編為電視動畫，由100studio製作。

## 登場人物

### 主要人物
我妻弍郎
本作男主角。能夠與動物溝通的忍者後裔。
鬼子母神一華
本作女主角。「公儀隱密局」特務二課戰鬥員。隱密名家・鬼子母神家的獨生女。

### 公儀隱密局

#### 特務二課
司場涼介
「公儀隱密局」特務二課課長。
宇佐美花
「公儀隱密局」特務二課課長助理。
桐原零司
「公儀隱密局」特務二課戰鬥員。隱密名家・桐原家的繼承人，擅長劍術。

#### 特務一課
久澄陶子
「公儀隱密局」特務一課課長。
時枝蠻十郎
陶子的部下。

## 出版書籍
| 卷數 | 集英社        | 集英社                 | 青文出版社     | 青文出版社             |
| 卷數 | 發售日期      | ISBN                   | 發售日期       | ISBN                   |
| ---- | ------------- | ---------------------- | -------------- | ---------------------- |
| 1    | 2017年4月9日  | ISBN 978-4-08-881097-3 | 2018年8月16日  | ISBN 978-986-35-6522-2 |
| 2    | 2017年8月9日  | ISBN 978-4-08-881139-0 | 2019年2月21日  | ISBN 978-986-35-6783-7 |
| 3    | 2017年12月9日 | ISBN 978-4-08-881291-5 | 2019年10月21日 | ISBN 978-986-51-2072-6 |
| 4    | 2018年4月9日  | ISBN 978-4-08-881391-2 |                |                        |
| 5    | 2018年8月8日  | ISBN 978-4-08-881541-1 |                |                        |

## 外部連結
- Jump Square官方網站 （日語）
- 少年Jump+官方網站 （日語）

電視動畫
- 電視動畫官方的X（前Twitter） （英文）